# 羅馬尼夫卡 (盧茨克區)
50°32′46″N 25°13′41″E / 50.54611°N 25.22806°E
羅馬尼夫卡（烏克蘭語：Романівка），是烏克蘭的村落，位於該國西部沃倫州，由盧茨克區負責管轄，面積0.87平方公里，海拔高度230米，2001年人口95，人口密度每平方公里109.2人。